# Associazione Sportiva Gubbio 1910 2010-2011
Questa voce raccoglie le informazioni riguardanti l'Associazione Sportiva Gubbio nelle competizioni ufficiali della stagione calcistica 2010-2011.

## Stagione
Nella stagione 2010-2011 il Gubbio disputa per la settima volta nella sua storia un campionato del terzo livello del campionato italiano, dopo quello del 1948-1949. Oltre alla vittoria del girone (la seconda di categoria con quella del 1946-1947), ha ottenuto la terza promozione nei campionati professionistici e la prima diretta senza Play-off o spareggi finali, e anche seconda promozione consecutiva. Il Gubbio in questa stagione, data la partecipazione del Perugia a un campionato dilettantistico, diventa la seconda squadra umbra, dietro solo alla Ternana. Eppure il campionato è iniziato con una pesante sconfitta (5-1) a Cremona, che resta il peggior risultato di una stagione diventata trionfale con il passare delle giornate. A fine novembre, batte il Sorrento (1-0) la formazione umbra di Vincenzo Torrente balza in testa alla classifica e vi rimane fino al termine. Con un turno di anticipo l'8 maggio 2011 arriva la promozione in Serie B, dopo 63 anni dalla prima stagione cadetta.
Disputa inoltre per la quarta volta la Coppa Italia (l'ultima partecipazione è stata quella del 1940-1941) uscendo al secondo turno con il Grosseto, ma ottenendo il record di piazzamento finale fino a quel momento e la prima vittoria nella competizione. Una volta eliminato dalla Coppa Italia, il Gubbio ha potuto partecipare alla Coppa Italia Lega Pro nella quale si è fermato al primo turno. Con questa partecipazione il Gubbio continua a essere la seconda squadra umbra con più partecipazioni dopo la Ternana. Infine, grazie al successo in campionato, la squadra ha potuto disputare per la prima volta la Supercoppa di Lega di Prima Divisione (la prima anche per un club umbro) nella quale è stato superato dalla vincente dell'altro girone, la Nocerina, (1-1) a Gubbio e (1-0) per i rossoneri a Nocera Inferiore. Il miglior marcatore stagionale degli eugubini è stato l'argentino Juanito Gomez che ha firmato ben 19 reti, delle quali 1 in Coppa Italia e 18 in campionato.

## Divise e sponsor
Il fornitore ufficiale di materiale tecnico fu Macron (azienda), mentre lo sponsor ufficiale fu Barbetti. Il Gubbio in questa stagione utilizzò per le partite casalinghe completini da gioco costituiti da magliette divise (rispetto a chi le indossa) di colore blu a destra e rosso a sinistra, con tutto lo schienale invertito tranne le maniche, calzoncini blu, e calzettoni blu con bordature rosse. Per le partite in trasferta utilizzò completini interamente bianchi, mentre la terza divisa fu interamente gialla.
| Casa | Trasferta | Terza divisa |

## Organigramma societario
Area direttiva
- Presidente: Marco Fioriti
- Direttore Generale: Giuseppe Pannacci
- Direttore sportivo: Stefano Giammarioli
- Direttore tecnico: Luigi Simoni

Area tecnica
- Allenatore: Vincenzo Torrente
- Team manager: Luciano Ramacci

## Rosa
| N. |                     | Ruolo | Calciatore              |
| -- | ------------------- | ----- | ----------------------- |
|    | Italia (bandiera)   | P     | Eugenio Lamanna         |
|    | Italia (bandiera)   | P     | Marco Farabbi           |
|    | Italia (bandiera)   | D     | Raffaele Alcibiade      |
|    | Italia (bandiera)   | D     | Giovanni Bartolucci     |
|    | Svizzera (bandiera) | D     | Martino Borghese        |
|    | Italia (bandiera)   | D     | Marco Briganti          |
|    | Italia (bandiera)   | D     | Gaetano Capogrosso      |
|    | Italia (bandiera)   | D     | Antonio Aldo Caracciolo |
|    | Italia (bandiera)   | D     | Simone Farina           |
|    | Italia (bandiera)   | D     | Mattia Montefusco       |
|    | Italia (bandiera)   | D     | Mattia Urbani           |
|    | Francia (bandiera)  | C     | Rodrigue Boisfer        |
|    | Italia (bandiera)   | C     | Emanuele Gaggiotti      |

| N. |                      | Ruolo | Calciatore                      |
| -- | -------------------- | ----- | ------------------------------- |
|    | Italia (bandiera)    | C     | Giuseppe Nazzani                |
|    | Italia (bandiera)    | C     | Mattia Perelli                  |
|    | Italia (bandiera)    | C     | Gabriele Paonessa               |
|    | Italia (bandiera)    | C     | Silvano Raggio Garibaldi        |
|    | Italia (bandiera)    | C     | Alessandro Sandreani (capitano) |
|    | Romania (bandiera)   | C     | Sergiu Suciu                    |
|    | Italia (bandiera)    | A     | Daniele Bazzoffia               |
|    | Somalia (bandiera)   | A     | Ayub Daud                       |
|    | Italia (bandiera)    | A     | Alfredo Donnarumma              |
|    | Italia (bandiera)    | A     | Cristian Galano                 |
|    | Argentina (bandiera) | A     | Juanito Gómez                   |
|    | Italia (bandiera)    | A     | Emanuele Testardi               |

## Risultati

### Lega Pro Prima Divisione

#### Girone di andata
| Arbitro: | Bindoni (Venezia) |

|                                                          |           |               |
| Coda 20’ Alb. Bianchi 35’, 41’ Sambugaro 60’ Musatti 79’ | Marcatori | 51’ Bazzoffia |

| Arbitro: | Irrati (Pistoia) |

|                                                     |           |  |
| Gomez 2’, 58’ (rig.) Galano 38’ A. Donnarumma 90+2’ | Marcatori |  |

| Gubbio 5 settembre 2010, ore 15:00 CEST 3ª giornata | Gubbio            | 0 – 0 | Ravenna | Stadio Pietro Barbetti\| Arbitro: \| Aloisi (Avezzano) \| |
| Arbitro:                                            | Aloisi (Avezzano) |       |         |                                                           |

| Arbitro: | Vallesi (Ascoli Piceno) |

|                                 |           |  |
| Marchini 28’ (rig.) Lazzaro 81’ | Marcatori |  |

| Arbitro: | Aureliano (Bologna) |

|                         |           |                |
| Gomez 16’ Garibaldi 46’ | Marcatori | 9’ G. Esposito |

| Arbitro: | Benassi (Bologna) |

|                                 |           |  |
| Martini 61’ Scappini 88’ (rig.) | Marcatori |  |

| Arbitro: | Monaco (Tivoli) |

|                                                               |           |  |
| Borghese 10’ Ant. Caracciolo 58’ A. Donnarumma 58’ Galano 63’ | Marcatori |  |

| Arbitro: | Magno (Catania) |

|  |           |          |
|  | Marcatori | 8’ Gomez |

| Arbitro: | Bindoni (Venezia) |

|                       |           |              |
| Gomez 30’, 52’ (rig.) | Marcatori | 20’ Saverino |

| Arbitro: | Soricaro (Barletta) |

|              |           |  |
| Cipriani 62’ | Marcatori |  |

| Arbitro: | Merlino (Udine) |

|  |           |                         |
|  | Marcatori | 68’ Basile 70’ Ghidotti |

| Arbitro: | Penno (Nichelino) |

|  |           |              |
|  | Marcatori | 39’ Borghese |

| Arbitro: | De Benedictis (Bari) |

|                   |           |  |
| A. Donnarumma 75’ | Marcatori |  |

| Arbitro: | Adducci (Paola) |

|  |           |                       |
|  | Marcatori | 9’ Borghese 44’ Gomez |

| Arbitro: | Bolano (Livorno) |

|                  |           |  |
| Gomez 60’ (rig.) | Marcatori |  |

| Arbitro: | Saia (Palermo) |

|  |           |                |
|  | Marcatori | 20’, 26’ Gomez |

| Arbitro: | Pasqua (Tivoli) |

|                             |           |                    |
| Briganti 32’, 51’ Gomez 60’ | Marcatori | 45+1’ Fava Passaro |

#### Girone di ritorno
| Arbitro: | Barbiero (Vicenza) |

|            |           |  |
| Galano 58’ | Marcatori |  |

| Arbitro: | Ripa (Nocera Inferiore) |

|  |           |                               |
|  | Marcatori | 26’ Boisfer 38’ A. Donnarumma |

| Arbitro: | Del Giovane (Albano Laziale) |

|                          |           |           |
| D. Rosso 30’ Cazzola 66’ | Marcatori | 68’ Gomez |

| Arbitro: | Di Bello (Brindisi) |

|                              |           |                  |
| Borghese 7’ Gomez 69’ (rig.) | Marcatori | 47’ Alb. Bianchi |

| Arbitro: | Di Paolo (Avezzano) |

|                |           |                         |
| N. Ferrari 17’ | Marcatori | 15’ Gomez 21’ Sandreani |

| Arbitro: | Santonocito (Abbiategrasso) |

|               |           |  |
| Ayub Daud 15’ | Marcatori |  |

| Arbitro: | Borriello (Mantova) |

|                           |           |                                |
| Iacopino 46’ Ferrario 48’ | Marcatori | 37’ Galano 62’, 90+1’ Borghese |

| Arbitro: | Monaco (Tivoli) |

|                |           |          |
| Bartolucci 65’ | Marcatori | 37’ Maah |

| Arbitro: | Irrati (Pistoia) |

|  |           |                          |
|  | Marcatori | 14’ (rig.) A. Donnarumma |

| Arbitro: | Bolano (Livorno) |

|                   |           |            |
| Galano 89’ (rig.) | Marcatori | 51’ Melara |

| Arbitro: | Peretti (Verona) |

|              |           |           |
| N. Galli 33’ | Marcatori | 36’ Gomez |

| Arbitro: | Gavillucci (Latina) |

|               |           |            |
| Bazzoffia 71’ | Marcatori | 72’ Mateos |

| Arbitro: | Pairetto (Nichelino) |

|              |           |               |
| D'Errico 69’ | Marcatori | 74’ Ayub Daud |

| Arbitro: | Di Paolo (Avezzano) |

|               |           |  |
| Ayub Daud 76’ | Marcatori |  |

| Arbitro: | Irrati (Pistoia) |

|                           |           |               |
| Carlini 40’ Pignalosa 64’ | Marcatori | 48’ Ayub Daud |

| Arbitro: | Barbeno (Brescia) |

|                              |           |                |
| Boisfer 32’ Gomez 34’, 90+3’ | Marcatori | 80’ E. Ferraro |

| Arbitro: | Abbattista (Molfetta) |

|                                  |           |           |
| Fava Passaro 55’ A. Montella 83’ | Marcatori | 73’ Gomez |

### Coppa Italia
| Arbitro: | Soricano (Barletta) |

|  |           |                         |
|  | Marcatori | 53’ Sandreani 65’ Gomez |

| Arbitro: | Palazzino (Ciampino) |

|                                                                     |           |  |
| Freddi 22’ Caridi 25’ (rig.) Turati 49’ L. Vitiello 58’ Guidone 71’ | Marcatori |  |

### Coppa Italia Lega Pro
| Arbitro: | Romani (Modena) |

|                                 |           |  |
| A. Galli 10’ (rig.) Bertoli 85’ | Marcatori |  |

### Supercoppa di Lega di Prima Divisione
| Arbitro: | Bindoni (Venezia) |

|          |           |               |
| Daud 70’ | Marcatori | 90+3’ Marsili |

| Arbitro: | Borriello (Mantova) |

|                 |           |  |
| L. Castaldo 85’ | Marcatori |  |

## Statistiche

### Statistiche di squadra
| Competizione                          | Punti | In casa | In casa | In casa | In casa | In casa | In casa | In trasferta | In trasferta | In trasferta | In trasferta | In trasferta | In trasferta | Totale | Totale | Totale | Totale | Totale | Totale | DR  |
| Competizione                          | Punti | G       | V       | N       | P       | Gf      | Gs      | G            | V            | N            | P            | Gf           | Gs           | G      | V      | N      | P      | Gf     | Gs     | DR  |
| ------------------------------------- | ----- | ------- | ------- | ------- | ------- | ------- | ------- | ------------ | ------------ | ------------ | ------------ | ------------ | ------------ | ------ | ------ | ------ | ------ | ------ | ------ | --- |
| Lega Pro Prima Divisione              | 65    | 17      | 12      | 4       | 1       | 28      | 10      | 17           | 8            | 2            | 7            | 20           | 21           | 34     | 20     | 6      | 8      | 48     | 31     | +17 |
| Coppa Italia                          | -     | 0       | 0       | 0       | 0       | 0       | 0       | 2            | 1            | 0            | 1            | 2            | 5            | 2      | 1      | 0      | 1      | 2      | 5      | -3  |
| Coppa Italia Lega Pro                 | -     | 0       | 0       | 0       | 0       | 0       | 0       | 1            | 0            | 0            | 1            | 0            | 2            | 1      | 0      | 0      | 1      | 0      | 2      | -2  |
| Supercoppa di Lega di Prima Divisione | -     | 1       | 0       | 1       | 0       | 1       | 1       | 1            | 0            | 0            | 1            | 0            | 1            | 2      | 0      | 1      | 1      | 1      | 2      | -1  |
| Totale                                | -     | 18      | 12      | 5       | 1       | 29      | 11      | 21           | 9            | 2            | 10           | 22           | 29           | 39     | 21     | 7      | 11     | 51     | 40     | +11 |

### Andamento in campionato
| Giornata  | 1  | 2 | 3 | 4  | 5  | 6  | 7 | 8 | 9 | 10 | 11 | 12 | 13 | 14 | 15 | 16 | 17 | 18 | 19 | 20 | 21 | 22 | 23 | 24 | 25 | 26 | 27 | 28 | 29 | 30 | 31 | 32 | 33 | 34 |
| --------- | -- | - | - | -- | -- | -- | - | - | - | -- | -- | -- | -- | -- | -- | -- | -- | -- | -- | -- | -- | -- | -- | -- | -- | -- | -- | -- | -- | -- | -- | -- | -- | -- |
| Luogo     | T  | C | C | T  | C  | T  | C | T | C | T  | C  | T  | C  | T  | T  | C  | C  | C  | T  | T  | C  | T  | C  | T  | C  | T  | C  | T  | C  | T  | C  | T  | C  | T  |
| Risultato | P  | V | N | P  | V  | P  | V | V | V | P  | P  | V  | V  | V  | V  | V  | V  | V  | V  | P  | V  | V  | V  | V  | N  | V  | N  | N  | N  | N  | V  | P  | V  | P  |
| Posizione | 16 | 8 | 9 | 14 | 10 | 13 | 7 | 5 | 2 | 5  | 5  | 4  | 3  | 3  | 2  | 2  | 1  | 1  | 1  | 1  | 1  | 1  | 1  | 1  | 1  | 1  | 1  | 1  | 1  | 1  | 1  | 1  | 1  | 1  |

Legenda:

Luogo: C = Casa; T = Trasferta. Risultato: V = Vittoria; N = Pareggio; P = Sconfitta.